# Lista över namngivna vägstråk i Sverige
Här listas vägstråk i Sverige som marknadsförs under eller som av annan anledning är försedda med namn. Ofta sitter skyltar som visar dessas namn (svart text på vit bakgrund) uppe vid utfarterna ur tätorter med viktiga korsningar.
- Barents väg: Riksväg 95/94: (Bodø -) norska gränsen - Arvidsjaur-Luleå-Haparanda (-Rovaniemi - Murmansk)
- Bergslagsdiagonalen: Riksväg 50: Ödeshög - Örebro - Falun - Söderhamn
- Blå vägen: E12: Norska gränsen - Storuman-Umeå
- Blågröna vägen: Hällevadsholm - gränsen Sverige-Norge (- Halden)
- Inlandsvägen: E45: Göteborg - Åmål - Grums - Mora - Östersund - Gällivare - Karesuando
- Inlandsvägen Syd: Riksväg 26: Halmstad - Gislaved - Mullsjö - Skövde - Mariestad - Kristinehamn - Vansbro - Mora
- Jungfrukustvägen: Skutskär - Gävle - Söderhamn - Hudiksvall - Ragnvaldsnäs
- Kopparleden: Riksväg 80/70: Falun - Mora - Idre - Røros
- Nordkalottvägen: E10 Kiruna-Riksgränsen
- Kulturvägen Västergötland: Falköping-Ulricehamn-Tranemo
- Kulturvägen Skaraborg: Karleby-Hornborgasjön-Varnhem-Vallebygden-Tidan
- Kustvägen Bohuslän: 160-161-171-163
- Kustvägen Halland: mindre vägar
- Nissastigen: Riksväg 26: Halmstad - Gislaved - Jönköping
- Norrskensvägen Riksväg 99 Haparanda - Karesuando
- Räta Linjen: Riksväg 56: Norrköping - Katrineholm - Västerås - Sala - Gävle
- Turistvägen Riksettan: Markaryd - Vaggeryd (gamla huvudvägen)
- Sagavägen: Örnsköldsvik - Åsele - Vilhelmina - Dikanäs - Kittelfjäll - norska gränsen (- Hattfjelldal - Brönnöysund)
- Vasaloppsvägen: Sälen - Evertsberg - Oxberg - Mora
- Vildmarksvägen: Strömsund - Gäddede - Stekenjokk - Klimpfjäll - Vilhelmina